# Urban Gwerder
Urban Gwerder (Basilea, 5 de septiembre de 1944 - Zúrich, 4 de julio de 2017) fue un creador autodidacta "Meine Universität war die Gasse" (Mi universidad fue la calle), escritor, editor, performer, actor, conferenciante etc.

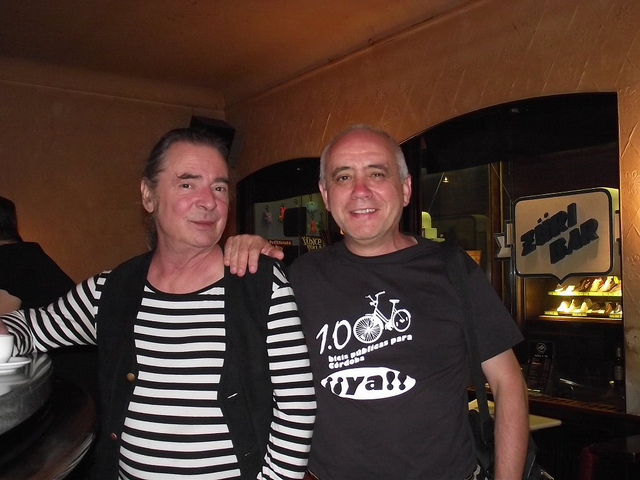
Urban Gwerder (izqda.) y yo en el Züri Bar.

## Vida y Obra
Desde finales de los años 60 hasta mediados de los 70 se convirtió en una de las figuras más representativas del movimiento alternativo europeo gracias a la publicación de la revista Hotcha, su extenso archivo sobre Frank Zappa, sus numerosas publicaciones y representaciones. Desarrolló su labor principalmente en Zúrich. Entre 1966 y 1976 "archivero de la corte" y durante algún tiempo acompañante de Zappa en sus tournes (Hot Raz Times, Alla Zappa, Zark-Expo). En 1967 como director y actor, y, junto a su amigo el artista H.R. Giger, quien realizó su primera obra original publicada como póster del espectáculo, interpretó Poetenz Poetry-Performance, compuesta de música rok, proyecciones, lectura de poemas, y diálogos con el público, con la que recorrió Suiza y Alemania. En 1969 fue nombrado Doctor Honorífico por la KUSS, "Kritischen Untergrundschule Schweiz" (Escuela Elemental Crítica Suiza), una asociación contracultural de artistas. El sociólogo Walter Hollstein se expresó muy crítico con la contracultura suiza de aquella época con la frase "al contrario de antes los secuaces del underground en Suiza ya no consumen cultura si no sólo la contracultura de Hotcha, rock de garaje y KUSS".
En esa época Gwerder trabajaba como poeta, articulista, editor y performer. Con el director de cine Fredi M. Murer protagonizó en 1966 la película experimental Chicoree y dio conferencias en Arts Lab Londres, en Paradiso Amsterdam y en la Volksunversität (Universidad popular) en Zúrich. Entre 1978 y 1992 se declaró autseider y se retiró a la montaña en el cantón suizo de Grisones dedicándose a la veterinaria con métodos naturales, el pastoreo y la agricultura biológica; " ich ging auf die Alp, mich für eine Weile aus dem ganzen Betrieb rausnahm" (Me fui un tiempo a la montaña a quitarme de en medio del tumulto). En 1993 regresa a Zúrich y reanuda su actividad creadora y de compromiso social.
Gwerder fue editor de la publicación periódica underground Hotcha, denominada "la revista de la tribu" de la contracultura y subtitulada Fun Embryo Information, publicada desde 1968 hasta 1971, con 62 números en alemán e inglés; una revista "desde Suiza con hilo directo a California". Editada desde 1968 fue reconocida como la primera publicación de la cultura alternativa europea, con gran número de lectores; con ella Gwerder se convirtió en un "pionero", ya que Hotcha fue la primera publicación europea adherida al "Underground Press Syndicate" (UPS), (Sindicato americano de la prensa underground), una organización de medios de comunicación para publicaciones internacionales alternativas-underground , fundado, este sindicato en 1966 por John Wilcock y Walter Bowart. Los editores pertenecientes a esta organización estaban autorizados al libre intercambio y publicación de artículos; así Hotcha publicó y difundió, por primera vez, a nivel internacional y de forma exclusiva artículos de, entre otros, Julian Beck, Robert Cumb, Henryk M. Broder, Nicolas Devil, Sergius Golowin, James Koller, Tuli Kupferberg, Gilbert Shelton, Ed Sanders, Olaf Stoop, Frank Zappa y Gary Snyder. En 2004 publicó un último número extraordinario de Hotcha con el subtítulo Der Kreis schliesst sich (El círculo se cierra).
También hay que destacar la primera traducción y edición (inglés/alemán) del autor Julian Beck (Living Theatre); 21 songs of the revolution, April Verlag Zürich 1969.
Entre la extensa bibliografía de Gwerder hay que destacar el magazín de música Hot Raz Times publicado en 1973 en una única edición limitada de 11 entregas con distintos suplementos, compuesto por documentos del archivo de Gwerder sobre Frank Zappa, subtitulado anarch-individueller zap paphysischer Almanach (calendario anarco-individual físico de Zappa). También editó Alla Zappa (a la manera de Zappa) En marzo de ese mismo año apareció "Ewigen Kalendar "(calendario eterno), con el título de Zalender en el que fija una cronología y días de fiesta propios. La cronología que comienza el primero de abril de 1973 está basada en la obra de Zappa y dedicada a este " el de la cómica carcajada" y también contiene información sobre documentos inéditos del Zappa-archivo y de publicaciones del propio Gwerder. Este calendario no debería contemplarse como "sucesión de Hotcha", acentuó Gwerder. Zark-Expo (el imaginario de Zappa); una exposición multimedia sobre el archivo de Zappa en la galería "Painting–Box" con los Mothers como invitados a la inauguración, Zúrich 1976.
En 1998 publicó Im Zeichen des magischen Affen (Bajo el signo del mono mago). Un compendio de sus escritos con textos y documentos gráficos de su propia obra y de la historia de la (sub)cultura de 1959 a 1998; "oral history zur Subkultur". "Una obra monumental, un libro para hojear, una joya bibliográfica, galardonada con el premio al libro más bonito editado en Suiza en el 98. Toda mi creación concentrada, empaquetada y documentada; la historia de una vida consecuente y de la contracultura, de primera mano". (Urban Gwerder).
Del 13 al 15 de enero de 2006 se celebró un simposio internacional, titulado "El LSD y la contracultura de los 60 en Europa", con motivo del 100 aniversario del nacimiento del descubridor del LSD Albert Hofmann. Entre los ponentes se encontraban, figuras como Günter Amendt, Werner Pieper, Bernd Brummbär, Simon Vinkenoog, Sergius Golowin y Urban Gwerder.
2008 clases magistrales en la universidad de Praga dentro de un módulo de estudios dedicado a la cultura underground europea a su relación con la Beat Generation.
Colaboración con Endo Anaconda en la composición de los textos de sus canciones: Hasentexte (Zürich 1999).

## Obra (Selección)
· Oase der Bitterkeit. Gedichte. Arche Verlag Archivado el 1 de octubre de 2017 en Wayback Machine., Zürich 1962. Oasis de amargura. Poemas. Ed. Arche, Zúrich 1962.
· La Loi du Comte Merdreff. Pataphysisches poetisches Flugblatt. Hürlimann, Zürich 1965. La ley del conde Mierdero. Panfleto poético-patafísico. Ed. Hürlimann, Zúrich 1965.
· AnarCHIE du Manifeste. Aristokratisch-gigantische Wertschrift. Hürlimann, Zürich 1966. AnarQUÍA del manifiesto. Aristocrático-gigantesco título bursátil. Ed. Hürlimann, Zúrich 1966. · Tilt. Gedichte, Songs und Collagen. Walter Zürcher, Bern 1967. Predilecciones. Poemas, canciones y collages. Ed. Walter Zürcher, Berna 1967. · Frank Zappa et les Mothers of Invention (mit Alain Dister). Albin Michel, Paris 1975, ISBN 2-226-00196-4. Frank Zappa y los Mothers of Invention (con Alain Dister). Ed. Albin Michel, Paris 1975, ISBN 2-226-00196-4.
· Alla Zappa. Festschrift. Painting Box Press, Zürich 1976. A la manera de Zappa. Escrito homenaje. Ed. Painting Box Press, Zürich 1976. · Im Zeichen des magischen Affen. WOA, Zürich 1998, ISBN 3-9512180-2-9. Bajo el signo del mono mago. Ed. WOA, Zúrich 1998, ISBN 3-9512180-2-9.
· Various Artists: Creative Outlaws. US Underground 1962–1970 (mit Tom Klatt). CD mit Booklet. Trikont, München 2006. Artistas varios: bandidos creativos. El underground en USA 1962-1970 (con Tom Klatt). CD con folleto. Ed. Trikont, Munich 2006.

## Citas (índice de las fuentes)
Roman Bucheli: Tod des Poeten Urban Gwerder. Unstillbarer Lebenshunger. In: Neue Zürcher Zeitung vom 24. Juli 2017. Roman Bucheli: Muerte del poeta Urban Gwerder. Una vida insaciable, en: Neue Zürcher Zeitung de 24 de julio de 2017.
Zitat nach W. Hollstein, Untergrund und Opposition in Amerika. In: Diethart Kerbs (Hrsg.), Die hedonistische Linke. Beiträge zur Subkultur–Debatte. Luchterhand Verlag, Neuwied, Berlín 1979. Cita de W. Hollstein, Underground y Oposición en America. En: Diethart Kerbs (editores), La izquierda hedonista. Aportaciones al debate sobre subcultura. Ed. Luchterhand, Neuwied, Berlín 1979. 
Siehe hierzu: Elisabeth Joris: Der heisse Sommer 1968, St. Galler Tagblatt, 24. Juni 2008. Véase : [ ]: El cálido verano de 1968, St. Galler Tagblatt, 24 de junio de 2008. Siehe hier zu:Hadayatullah Hübsch, Ulcus Molle Info, Seite 386. Véase: Hadayatullah Hübsch, Ulcus Molle Info, Pag. 386.
Vgl. hierzu: Ulcus Molle Info (Reprint), Seite 314. Cómpare con: Ulcus Molle Info (reedición), Pag 314. Ausführliche Bibliografie: Urban Gwerder (Memento vom 24. Mai 2010 im Internet Archive). Bibliografía Completa: Urban Gwerder (Memento de 24. Mayo 2010 en Internet Archive). Internationales Symposium. LSD, Wunderdroge und Sorgenkind. Abgerufen am 30. Oktober 2009. Simposium Internacional. LSD, Droga milagro y Niño prodigio. Accesible desde el 30 de octubre de 2009.